# Imazalil
Imazalil (ISO-naam) of enilconazool is een fungicide, ontwikkeld door het Belgisch bedrijf Janssen Pharmaceutica dat het in 1969 introduceerde. Het wordt ook door andere producenten op de markt gebracht, daar de periode van octrooibescherming voorbij is.
Imazalil is een imidazoolderivaat. Het is een zwakke organische base en wordt ook als zout verkocht, zoals imazalil-nitraat (CAS 33586-66-2) of imazalil-sulfaat (CAS 58594-72-2).

## Toepassingen
Imazalil wordt in de landbouw gebruikt om pootaardappelen of zaaigoed van granen te beschermen tegen schimmels. Ook wordt het tegen onder andere echte meeldauw gespoten bij teelt onder glas van onder meer tomaten, meloenen, komkommers, augurk of sierplanten.
Imazalil wordt daarnaast na het oogsten gebruikt om aardappelen, citrusvruchten en andere vruchten tegen schimmels te beschermen. Imazalil zou ook geschikt zijn als schimmelwerend middel in kaas, als alternatief voor natamycine.
In de diergeneeskunde is de stof bekend als enilconazool, ze wordt gebruikt voor de behandeling van huidschimmels bij honden, paarden en runderen.

## Regelgeving
In de Europese Unie is imazalil toegelaten voor gebruik in de landbouw. De periode van toelating, aanvankelijk tot 31 december 2011, is verlengd tot 31 juli 2021.
De Europese Unie heeft ook maximale restgehalten (MRL) vastgesteld voor imazalil in allerlei producten; bijvoorbeeld voor citrusvruchten is dat 5 mg/kg en voor aardappelen 3 mg/kg.

## Toxicologie en veiligheid
Imazalil wordt beschouwd als mogelijk kankerverwekkend en is irriterend voor de ogen en corrosief voor de huid. Op lange termijn kan het nadelige effecten hebben op de lever. De aanvaardbare dagelijkse inname (ADI) van imazalil is vastgesteld op 0,025 mg/kg lichaamsgewicht. Op grond van RIVM modellen zou een volwassene per dag veilig de schillen van 3,8 met imazalil behandelde sinaasappels kunnen eten.
De stof is zeer toxisch voor waterorganismen.